# Docosanol
El docosanol es un alcohol graso saturado de fórmula CH3-(CH2)20-CH2OH (C22H46O) usado principalmente como antiviral, especialmente para el tratamiento del herpes labial producido por el virus del herpes simple. Normalmente se aplica de forma tópica con una crema, que contiene una base y un 10% del ingrediente activo.
Funciona inhibiendo la fusión de la célula huésped humana con la cápsula viral del virus de herpes, impidiendo su replicación. Según un ensayo controlado con placebo, los laboratorios afirmaron que acorta la curación en una media de 17,5 (intervalo de confianza 95%: 2 a 22 horas). Tres ensayos que mostraron resultados negativos no fueron publicados.
Fue aprobado por la FDA en el julio de 2000 como Abreva, y en Europa se comercializa bajo el nombre de Erazaban.
En marzo de 2007 hubo una reclamación contra Avanir y GlaxoSmithKline en los Estados Unidos por considerar engañosa la afirmación de que recorta el tiempo de curación.